# Temple University
Die Temple University ist eine Universität in Philadelphia im US-Bundesstaat Pennsylvania. Sie ist die zweitgrößte Universität in Pennsylvania, nach der Pennsylvania State University. Die Hochschule ist autonom, erhält aber staatliche Gelder. Sie wird deshalb als state-related University bezeichnet.

## Geschichte
1884 wurde die Temple University von dem Anwalt Russell Conwell gegründet, der 1882 nach Pennsylvania kam, um die Grace Baptist Church zu leiten. Abends unterrichtete er Arbeiter, um ihren Arbeitsplänen gerecht zu werden. Diese Studenten, die später als „Nachtschwärmer“ bezeichnet wurden, wurden im Keller des Baptistentempels von Conwell unterrichtet (daher der Ursprung des Namens und des Maskottchens der Universität). Ein temporäres Kuratorium wurde eingerichtet und der Vorstand ernannte Russell H. Conwell zum Präsidenten des „The Temple College“. Innerhalb der folgenden Monate ernannte die Grace Baptist Church ein neues Kuratorium, druckte offizielle Zulassungsakten und gab Aktien aus, um Spenden für neue Unterrichtseinrichtungen zu sammeln. 1888 erhielt Conwell eine Gründungsurkunde für das „The Temple College“. Seine Gründungsvision für die Schule war es, akademisch begabten und hochmotivierten Schülern unabhängig von ihrem Hintergrund oder ihren Mitteln hervorragende Bildungschancen zu bieten. 1892 erhielten 18 Absolventen der Conwell-Klasse, darunter 4 Frauen, den Bachelor of Oratory. Das College erhielt auch die Befugnis, Ehrentitel zu verleihen, und einer der frühesten Empfänger war Conwell, der einen doctor of pinity and doctor of laws degrees erhielt. 1907 wurde das College Universität und 1908 wurde das University Council Temple als eine der staatlichen Hochschuleinrichtungen aufgelistet.

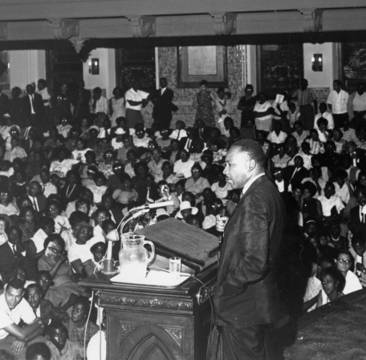
Martin Luther King spricht in der Temple University

Richard M. Englert war von 2012 bis 2021 Präsident der Universität; er hatte insgesamt 45 Jahre für die Universität gearbeitet. In Folge von Streiks von Hochschulangehörigen entzog die Universitätsleitung Anfang 2023 beteiligten Studierenden Zuschüsse zu Studiengebühren und Gesundheitsvorsorge. Die Maßnahme fand über die Region hinaus mediale Rezeption und Kritik.

## Zahlen zu den Studierenden, den Dozenten und zum Vermögen
Im Herbst 2021 waren 35.626 Studierende an der Temple University eingeschrieben. Davon strebten 25.967 (72,9 %) ihren ersten Studienabschluss an, sie waren also undergraduates. Von diesen waren 56 % weiblich und 44 % männlich; 13 % bezeichneten sich als asiatisch, 15 % als schwarz/afroamerikanisch, 9 % als Hispanic/Latino und 53 % als weiß. 9.659 (27,1 %) arbeiteten auf einen weiteren Abschluss hin, sie waren graduates. Es lehrten 3.770 Dozenten an der Universität, davon 2.286 in Vollzeit und 1.484 in Teilzeit. 2010/2011 waren es 37.367 Studierende gewesen.
Der Wert des Stiftungsvermögens der Universität lag 2021 bei 835,2 Mio. US-Dollar und damit 30,3 % höher als im Jahr 2020, in dem es 641,1 Mio. US-Dollar betragen hatte.

## Standorte
- Hauptcampus in Philadelphia
- Health Sciences Campus in North Philadelphia
- Center City (Geistes- und Wirtschaftswissenschaften)
- Ambler (26 km nordwestlich von Philadelphia mit 4.600 Studenten)
- Harrisburg (Pennsylvania) (Pädagogik, Sozialverwaltung und Wirtschaftswissenschaften)
- Fort Washington (Informatik, Pädagogik, Pharmazie und Wirtschaftswissenschaften)
- Tyler School of Art in Elkins Park bei Philadelphia
- Temple University Japan mit 1.700 Studenten
- Temple University, Rom

## Sport
Die Sportteams sind die Temple Owls. Die Hochschule ist seit 2013 Mitglied in der American Athletic Conference.

## Persönlichkeiten

### Dozenten
- Matt Rhule (* 1975), US-amerikanischer American-Football-Trainer
- Jane Tompkins (* 1940), US-amerikanische Literaturwissenschaftlerin

### Absolventen
- Maria Elena Bottazzi (* 1966), Mikrobiologin und Hochschullehrerin
- Aminta Breaux (* 1959), erste Präsidentin der Bowie State University
- Tony Campolo (1935–2024), US-amerikanischer Soziologe und baptistischer Pastor
- Bill Cosby (* 1937), US-amerikanischer Schauspieler
- Nicholas Peter Dallis (1911–1991), US-amerikanischer Psychiater und Comicautor
- Marc-André Hamelin (* 1961), franko-kanadischer Pianist und Komponist
- Tom Hanson (1907–1970), US-amerikanischer American-Football-Spieler
- Jared Hasselhoff (* 1971), Bassist der Band Bloodhound Gang
- Jimmy Pop (* 1972), Sänger der Band Bloodhound Gang
- John Joyce (* 1957), Politiker
- Frank Kilroy (1921–2007), US-amerikanischer American-Football-Spieler
- Debbie Nathan (* 1950), US-amerikanische Journalistin und Autorin
- Kunal Nayyar (* 1981), britischer Schauspieler indischer Abstammung
- Joanna Pascale (* 1979), US-amerikanische Jazzsängerin[11]
- Mark Tyndale (* 1986), US-amerikanischer Basketballspieler
- Jesse Williams (* 1981), US-amerikanischer Schauspieler